# Ángel Gaztelu
Ángel Gaztelu (Puente de la Reina, 19 de abril de 1914 - Miami, 29 de octubre de 2003) fue un poeta y sacerdote cubano que perteneció al grupo Orígenes y fue miembro del consejo de redacción de la revista homónima. Gaztelu destacó en el estudio del latín y en su poesía pueden apreciarse el manejo de la versificación clásica española. Así mismo su obra tiene una influencia marcada de la mística española, principalmente en su poema Oración y meditación de la noche.

## Biografía
Nacido en Puente de la Reina, Navarra, España, Ángel Gaztelu fue hijo de Joaquín Gaztelu y de Ángeles Gorriti. En 1927, siendo él todavía adolescente , su familia se trasladó a La Habana, Cuba donde realizó sus estudios primarios y el bachillerto, y tras culminar su educación elemetal, entró al Seminario de San Carlos y San Ambrosio donde se ordenaría como sacerdote en el año 1938.
Hacia el año 1932, Ángel Gaztelu conocerá a José Lezama Lima por mediación de su hermano Salvador Gaztelu que estudiaba el bachillerato con el futuro escritor. En el año 1936, Juan Ramón Jiménez, de paso por Cuba por las contingencias de la guerra civil española, editará una antología poética en la que incorporará a Gaztelu, por entonces un joven escritor desconocido. Al graduarse del Seminario fue asignado como profesor de latín y gramática española. En 1939 participa en la revista universitaria Verbum creada por Lezama Lima en la que publicará un ensayo exagético sobre el conocido poema de Lezama Muerte de Narciso. Así mismo publicará en 1940 su libro Poemas.
En 1941 es asignado como sacerdote a la parroquia de Nuestra Señora de la Merced, en Bauta. Allí emprenderá la restauración de la iglesia con la colaboración de algunos de sus amigos pintores pertenecientes a la segunda vanguardia pictórica cubana como René Portocarrero y Marano Rodríguez. Durante la primera mitad década de los 40 conocerá al crítico literario Guy Pérez-Cisneros y participará en varias empresas editoriales como la revista Espuela de Plata, y la revista Nadie Parecía en la que oficiará como codirector junto a Lezama. Durante este tiempo conocerá al grupo de escritores que integrarán el núcleo del proyecto origenista, Gastón Baquero, Cintio Vitier, Fina García Marruz y Eliseo Diego.
En 1944 se comenzará a publicar la revista Orígenes, dirigida por Lazama Lima y José Rodríguez Feo, y Ángel Gaztelu será uno de sus fundadores y formará parte desde el primer número del consejo de redacción de dicha revista. Allí irán apareciendo diversos trabajos suyo, principalmente en materia poética. La iglesia de Nuestra Señora de la Merced, donde oficiaba Gaztelu, se convertirá en la sede extraoficial de la redacción de la revista. En 1948, algunos de sus poemas formarán parte de la antología Diez poetas cubanos, realizada por Cintio Vitier y que configurará el canón origenista. Por otra parte en 1955 publicará Gradual de Laudes, libro que merecerá elogios de Lezama Lima, en una edición asociada al proyecto de Orígenes. Cintio Vitier abordará su figura en su libro Lo cubano en la poesía publicado en el año 1958.  
En 1956 es nombrado párroco de la iglesa de Nuestra Señora de la Caridad de Playa Baracoa cuya restauración también emprenderá ayudado por los pintores vanguardistas René Portocarrero y Alfredo Lozano y por el arquitecto Eugenio Batista. En 1957 es trasladado a la parroquia del Espiritu Santo en La Habana y allí auspiciará una restauración del baptisterio y la realización de un nuevo sepulcro para el obispo Jerónimo Váldez culminado en 1961. En 1984 se radicó en Miami y en 1994 se publicó su libro Poemario. En 1997 el gobierno de Navarra incluyó al padre Gaztelu en su Colección litetraria con una segunda edición de Gradual de Laudes. Durante sus últimos años ofició como sacerdote en la parroquia de San Juan Bosco en Miami, ciudad en la que fallecería el 29 de octubre de 2003.

## Obra literaria
- Poemas (La Habana, 1940)
- Diez poetas cubanos (Antología realizada por Cintio Vitier, Ediciones Orígenes, La Habana, 1947)
- Gradual de Laudes (Ediciones Orígenes, La Habana, 1955)
- Poemario (Miami, 1994)